# Streptoprocne semicollaris
Streptoprocne semicollaris е вид птица от семейство Бързолетови (Apodidae).

## Разпространение
Видът е разпространен в Мексико.